# Jan Kliment (piłkarz)
Jan Kliment (ur. 1 września 1993 w Igławie) – czeski piłkarz występujący na pozycji pomocnika lub napastnika w czeskim klubie Sigma Ołomuniec  oraz reprezentacji Czech. Uczestnik Mistrzostw Europy U-21 2015. 

## Kariera klubowa
Karierę piłkarską rozpoczynał w Vysočinie Igława. Następnie występował na wypożyczeniu w Dukli Bańska Bystrzyca. 29 czerwca 2015 podpisał 4-letni kontrakt z niemieckim klubem VfB Stuttgart. 30 sierpnia 2016 został na rok wypożyczony do duńskiego klubu Brøndby IF. Po powrocie z wypożyczenia grał w drugiej drużynie VfB Stuttgart. 6 stycznia 2020 przeniósł się do 1. FC Slovácko. 2 czerwca 2021 związał się trzyletnim kontaktem, wchodzącym w życie 1 lipca 2021, z Wisłą Kraków, który został rozwiązany za porozumieniem stron 9 czerwca 2022. 
10 czerwca 2022 czeski klub piłkarski Viktoria Pilzno ogłosił podpisanie dwuletniego kontraktu z zawodnikiem.

## Kariera reprezentacyjna
Występował w młodzieżowej reprezentacji Czech do lat 20 oraz do lat 21. W 2015 wystąpił na Mistrzostwach Europy U-21 w Pradze. W meczu fazy grupowej zdobył hat tricka, w wygranym 4:0 spotkaniu z Serbią. W całym turnieju nie strzelił już więcej bramek, jednak 3 gole dały mu tytuł króla strzelców.

## Statystyki

### Klubowe
(aktualne na dzień 9 sierpnia 2022).
| Klub                          | Sezon              | Liga                          | Liga  | Liga   | Puchar kraju | Puchar kraju | Europa | Europa | Suma  | Suma   |
| Klub                          | Sezon              | Liga                          | Mecze | Bramki | Mecze        | Bramki       | Mecze  | Bramki | Mecze | Bramki |
| ----------------------------- | ------------------ | ----------------------------- | ----- | ------ | ------------ | ------------ | ------ | ------ | ----- | ------ |
| Vysočina Igława               | 2011/12            | FNL                           | 1     | 0      | –            | –            | –      | –      | 1     | 0      |
| Vysočina Igława               | 2012/13            | 1. ČFL                        | 9     | 1      | 1            | 0            | –      | –      | 10    | 1      |
| Vysočina Igława               | 2013/14            | 1. ČFL                        | 6     | 0      | 3            | 0            | –      | –      | 9     | 0      |
| Vysočina Igława               | 2014/15            | 1. ČFL                        | 15    | 2      | –            | –            | –      | –      | 15    | 2      |
| Vysočina Igława               | Ogólnie            | Ogólnie                       | 31    | 3      | 4            | 0            | 0      | 0      | 35    | 3      |
| Dukla Bańska Bystrzyca (wyp.) | 2013/14            | I liga                        | 13    | 0      | –            | –            | –      | –      | 13    | 0      |
| VfB Stuttgart II              | 2015/16            | 3. liga                       | 1     | 0      | –            | –            | –      | –      | 1     | 0      |
| VfB Stuttgart                 | 2015/16            | Bundesliga                    | 8     | 1      | 2            | 0            | –      | –      | 10    | 1      |
| VfB Stuttgart                 | 2016/17            | 2. Bundesliga                 | –     | –      | –            | –            | –      | –      | 0     | 0      |
| VfB Stuttgart                 | Ogólnie            | Ogólnie                       | 8     | 1      | 2            | 0            | 0      | 0      | 10    | 1      |
| Brøndby IF (wyp.)             | 2016/17            | Superligaen                   | 18    | 1      | 3            | 0            | –      | –      | 21    | 1      |
| Brøndby IF (wyp.)             | 2017/18            | Superligaen                   | 24    | 6      | 1            | 0            | 2      | 0      | 27    | 6      |
| Brøndby IF (wyp.)             | Ogólnie            | Ogólnie                       | 42    | 7      | 4            | 0            | 2      | 0      | 48    | 7      |
| VfB Stuttgart                 | 2018/19            | 2. Bundesliga                 | 0     | 0      | 0            | 0            | –      | –      | 0     | 0      |
| VfB Stuttgart II              | 2019/20            | Oberliga Badenia-Wirtembergia | 16    | 6      | –            | –            | –      | –      | 16    | 6      |
| 1. FC Slovácko                | 2019/20            | 1. ČFL                        | 3     | 0      | 1            | 0            | –      | –      | 4     | 0      |
| 1. FC Slovácko                | 2020/21            | 1. ČFL                        | 31    | 10     | 2            | 1            | –      | –      | 33    | 11     |
| 1. FC Slovácko                | Ogólnie            | Ogólnie                       | 34    | 10     | 3            | 1            | 0      | 0      | 37    | 11     |
| Wisła Kraków                  | 2021/22            | Ekstraklasa                   | 22    | 2      | 3            | 2            | –      | –      | 25    | 4      |
| Viktoria Pilzno               | 2022/23            | 1. ČFL                        | 2     | 2      | 0            | 0            | 3      | 2      | 5     | 4      |
| Ogólnie w karierze            | Ogólnie w karierze | Ogólnie w karierze            | 169   | 31     | 13           | 3            | 5      | 2      | 187   | 36     |

### Reprezentacyjne
(aktualne na dzień 9 sierpnia 2022).
| Reprezentacja | Rok     | Mecze | Bramki |
| ------------- | ------- | ----- | ------ |
| Czechy U-20   |         |       |        |
| 2013          | 2       | 0     |        |
| Ogólnie       | Ogólnie | 2     | 0      |
| Czechy U-21   |         |       |        |
| 2015          | 5       | 4     |        |
| Ogólnie       | Ogólnie | 5     | 4      |
| Czechy        |         |       |        |
| 2017          | 5       | 0     |        |
| Ogólnie       | Ogólnie | 5     | 0      |

| Mecze i gole w reprezentacji | Mecze i gole w reprezentacji | Mecze i gole w reprezentacji | Mecze i gole w reprezentacji | Mecze i gole w reprezentacji | Mecze i gole w reprezentacji | Mecze i gole w reprezentacji |
| Czechy U-20                  | Czechy U-20                  | Czechy U-20                  | Czechy U-20                  | Czechy U-20                  | Czechy U-20                  | Czechy U-20                  |
| Lp.                          | Data                         | Miejsce                      | Przeciwnik                   | Gol                          | Wynik                        | Rozgrywki                    |
| ---------------------------- | ---------------------------- | ---------------------------- | ---------------------------- | ---------------------------- | ---------------------------- | ---------------------------- |
| 1.                           | 10 października 2013         | Cuijk, Holandia              | Holandia U-20                |                              | 1:0                          | towarzyski                   |
| 2.                           | 14 października 2013         | Gemert, Holandia             | Niemcy U-20                  |                              | 1:1                          | towarzyski                   |
| Czechy U-21                  |                              |                              |                              |                              |                              |                              |
| Lp.                          | Data                         | Miejsce                      | Przeciwnik                   | Gol                          | Wynik                        | Rozgrywki                    |
| 1.                           | 6 czerwca 2015               |                              | Ukraina U-21                 | Gol                          | 3:0                          | towarzyski                   |
| 2.                           | 9 czerwca 2015               |                              | Ukraina U-21                 |                              | 2:1                          | towarzyski                   |
| 3.                           | 17 czerwca 2015              | Praga, Czechy                | Dania U-21                   |                              | 1:2                          | ME U-21 2015                 |
| 4.                           | 20 czerwca 2015              | Praga, Czechy                | Serbia U-21                  | Gol · Gol · Gol              | 4:0                          | ME U-21 2015                 |
| 5.                           | 23 czerwca 2015              | Praga, Czechy                | Niemcy U-21                  |                              | 1:1                          | ME U-21 2015                 |
| Czechy                       |                              |                              |                              |                              |                              |                              |
| Lp.                          | Data                         | Miejsce                      | Przeciwnik                   | Gol                          | Wynik                        | Rozgrywki                    |
| 1.                           | 1 września 2017              | Praga, Czechy                | Niemcy                       |                              | 1:2                          | el. MŚ 2018                  |
| 2.                           | 4 września 2017              | Belfast, Irlandia Płn.       | Irlandia Północna            |                              | 2:0                          | el. MŚ 2018                  |
| 3.                           | 5 października 2017          | Baku, Azerbejdżan            | Azerbejdżan                  |                              | 1:2                          | el. MŚ 2018                  |
| 4.                           | 8 października 2017          | Pilzno, Czechy               | San Marino                   |                              | 5:0                          | el. MŚ 2018                  |
| 5.                           | 11 listopada 2017            | Doha, Katar                  | Katar                        |                              | 0:1                          | towarzyski                   |

## Sukcesy

### Vysočina Igława
- II liga: 2011/2012[b]

### Brøndby
- Puchar Danii: 2017/2018

### Indywidualne
- Król strzelców Mistrzostw Europy U-21: 2015 (3 gole)